# Geert Hofstede
Gerard Hendrik "Geert" Hofstede, född 2 oktober 1928 i Haarlem, Nederländerna, död 12 februari 2020 i Velp i Gelderland, var en inflytelserik nederländsk socialpsykolog och antropolog.

## Verk
Hofstede fokuserade framför allt på jämförande värderingar mellan olika kulturer och på interaktionen mellan nationell kultur och organisationskultur. Han är författare till ett flertal böcker, inklusive Culture's Consequences and Cultures and Organizations, Software of the Mind (tillsammans med sonen Gert Jan Hofstede, född 1956).
Hofstede utvecklade Hofstedes kulturdimensionsteori, en metod för att jämföra kulturella värderingar världen över. Hans studier, som har replikerats ett flertal gånger, visade att det finns nationella och regionala grupper av värderingar som påverkar beteendet i samhället och hos organisationer och företag. Grunden till Hofstedes teori var enkäkter som besvarats av tusentals IBM-anställda i 40 länder under perioden 1967-1973, följt av statistisk analys av svaren.